# 解放路街道 (伊宁市)
解放路街道，是中华人民共和国新疆维吾尔自治区伊犁哈萨克自治州伊宁市下辖的一个乡镇级行政单位。

## 行政区划
解放路街道下辖以下地区：
巴什科瑞克社区、飞机场路社区、库都克买里社区、解放路社区、科切提扎尔勒克社区、玉奇代尔瓦扎社区、赛里木社区、六星街社区、塔勒克社区和上海城社区。